# Kwabbernoot

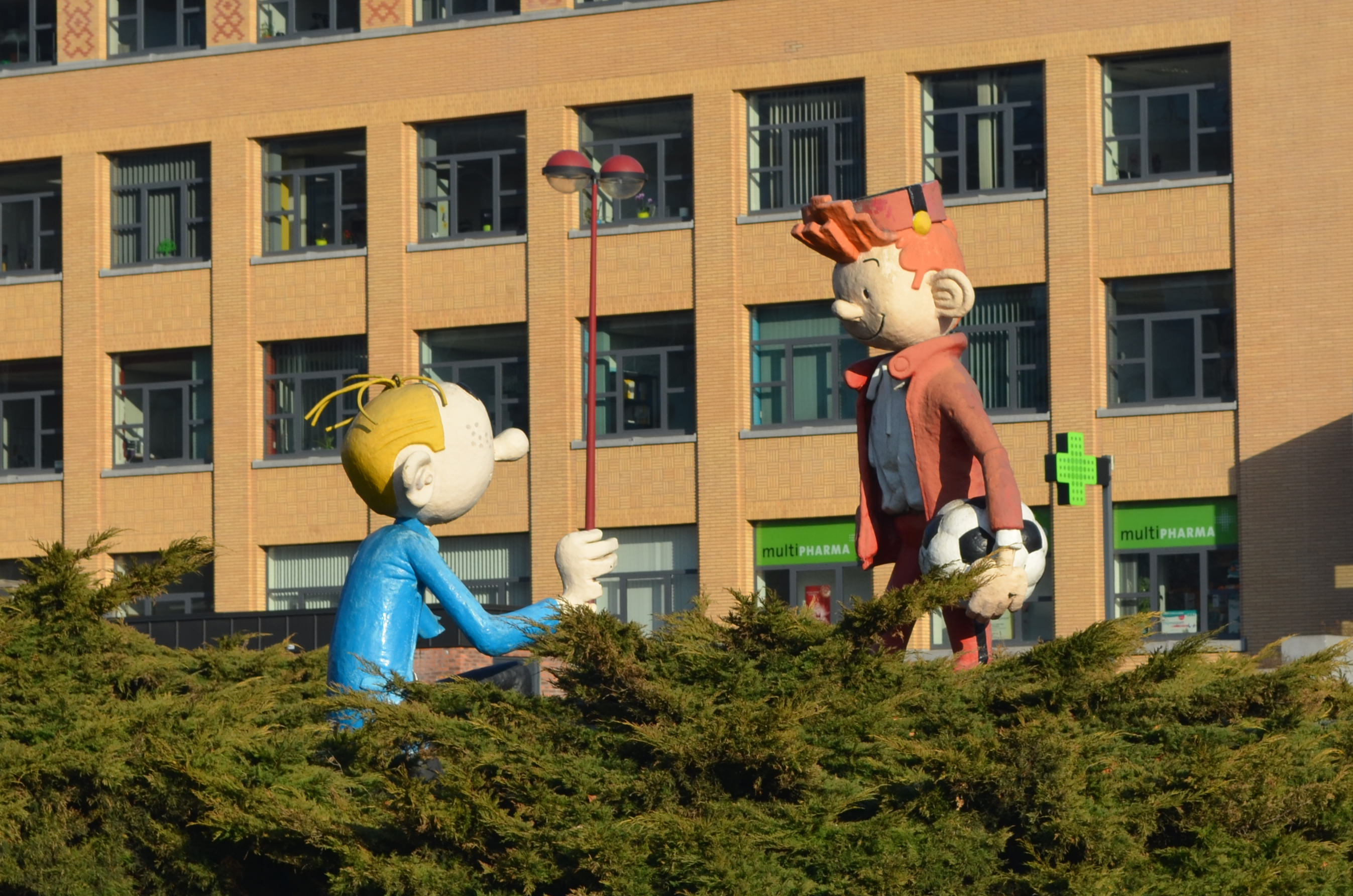
Standbeeld van Robbedoes en Kwabbernoot (links)

Piet Kwabbernoot (Frans: Fantasio) is een stripfiguur, bedacht door Jean Doisy, en uitgetekend door Jijé. Samen met Robbedoes heeft hij de hoofdrol in de stripreeks Robbedoes en Kwabbernoot. Ook in de nevenreeks Guust komt Kwabbernoot voor, hier is hij de baas van Guust.
Kwabbernoot werkt als reporter voor uitgeverij Dupuis: eerst voor Humoradio, later voor het weekblad Robbedoes. Hij is de onafscheidelijke metgezel van Robbedoes. Kwabbernoot is niet altijd even slim en gedraagt zich soms onhandig, maar hij kan ook een heel belangrijke rol in de verhalen spelen. Hij is tamelijk opvliegend van aard.
Enkel in oudere verhalen wordt zijn voornaam Piet gebruikt.